# Anna Ek
Anna Katarina Ek, född 7 juli 1980 i Gantofta, var mellan november 2007 och 2016 Svenska freds- och skiljedomsföreningens ordförande. Hon har en fil. mag. i statsvetenskap och en i mänskliga rättigheter, båda från Lunds universitet. Ek valdes till ordförande vid en extrakongress sedan den sittande ordföranden, Frida Blom, hade sett sig tvungen att avgå av hälsoskäl.
Ek är sedan maj 2019 Sverigechef på Svenska Afghanistankommittén.